# Diogenův syndrom

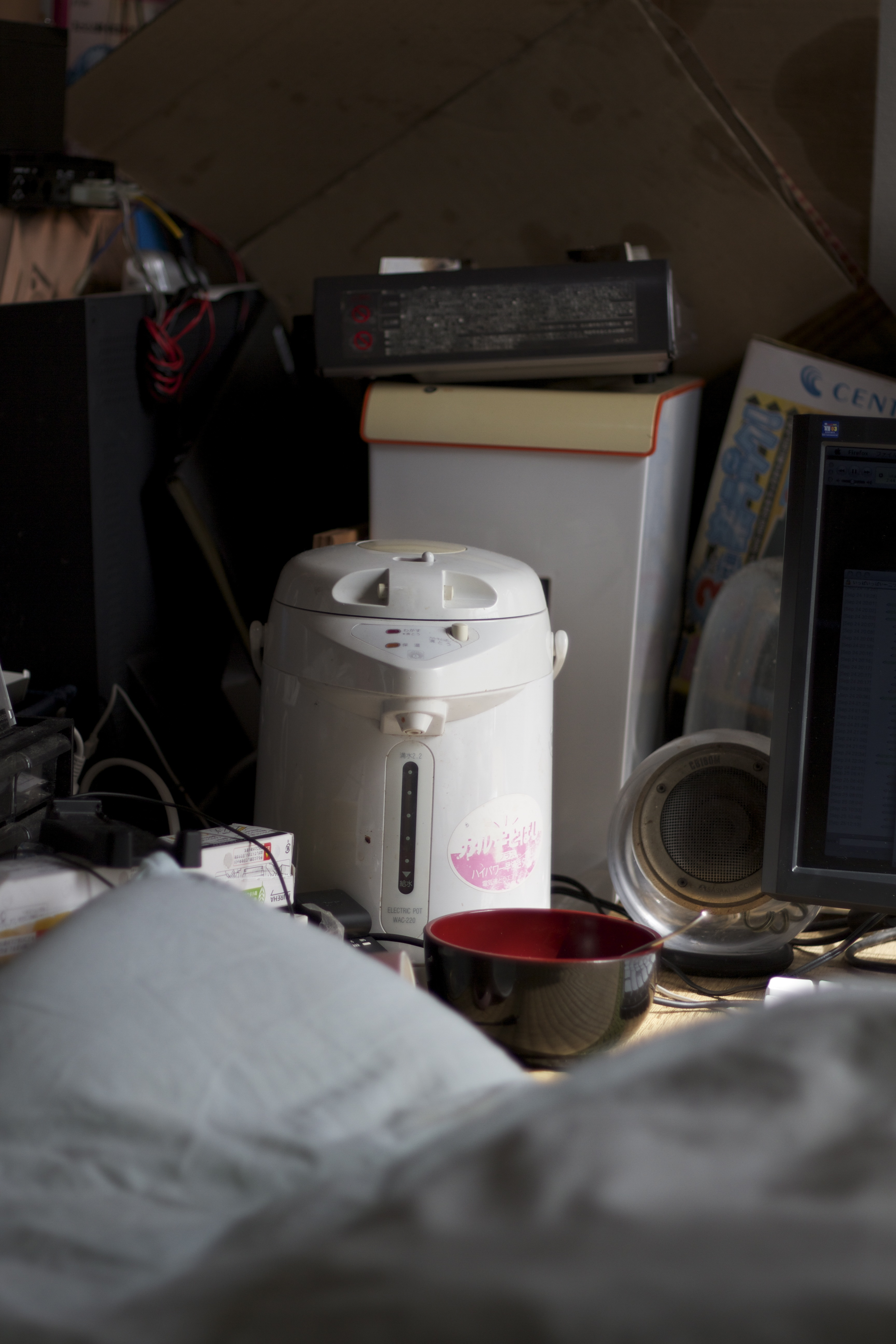
Nepořádek v japonském obydlí

Diogenův syndrom je porucha charakterizovaná extrémním sebezanedbáváním, patologickou nepořádností (špinavou domácností, „bordelářstvím“), sociální izolovaností, apatií, nutkavým kompulzivním hromaděním (věcí či zvířat) a nedostatkem ohledu k postoji druhých. Postižení může také zahrnovat příznaky katatonie (abnormálními pohyby). Podstatou syndromu je většinou obsedantně-kompulzivní porucha.
V roce 2017 začali vědci veřejně upozorňovat, že minimálně v některých případech jde u chorobného hromadění zvířat o odlišnou diagnózu.

## Původ názvu
Úchylka byla poprvé uznána a nazvána jako Diogenův syndrom Clarkem a kol. v roce 1966. Termín byl zaveden v roce 1975 anglickými lékaři a později doporučen i autory německými. Název je odvozen od starořeckého filosofa a radikálního zastánce kynismu jménem Díogenés ze Sinópé, který údajně žil v důsledné skromnosti (která vyplývala z jeho filozofického přesvědčení) v sudu v oblasti Atén. Díogenés však předměty nehromadil, ani nežil v izolaci, ale naopak denně vyhledával diskuzi a lidskou společnost, nejčastěji na agoře. Proto je tento eponym považován za chybný.
Diogenův syndrom je od 70. let 20. století uznáván ve větší míře jako mediální fenomén populárních médií než coby pojem lékařské literatury. Primární popis tohoto syndromu se teprve koncem 20. století objevuje v geriatrii a psychiatrii.

## Další názvy
Na počátku 21. století jsou v zahraničí užívány další termíny, např.: syndrom zaneřáděného domu, syndrom stařecké zanedbanosti, stařecké zhroucení, Pljuškinův syndrom (po postavě z Gogolova románu Mrtvé duše), zavalení smetím, kompulzivní hromadění, syndrom křečkování,  odpadků a jiné.

## Příčiny a souvislosti
- Diogenův syndrom vzniká jako reakce na zoufalství a nemožnost najít své místo v cizím světě. Tehdy si člověk kolem sebe začíná vytvářet svůj vlastní svět z dostupného harampádí a odpadů životní činnosti jiných, úspěšnějších lidí, resp. vlastních lepších chvilek [4]
- Dlouhodobý stres
- „Velmi často se jedná o následek duševního traumatu, po němž člověk nedokáže vést spořádaný život. Viditelným odrazem je pak nepořádek v jeho obydlí, umocněný hromaděním haraburdí. To má nezřídka představovat jakýsi ochranný val před okolním nepřátelským světem.[5]
- Příčinou mohou být raná rodičovská zavržení, zejména neschopnost matky uspokojit citové potřeby dítěte; nedostatek projevené lásky a povzbuzování v dětství („studený odchov“), nedostatečná haptická komunikace, výchova pomocí bití, křiku, ponižování apod.
- Diogenův syndrom někdy vzniká jako doprovodný syndrom stařecké demence nebo Alzheimerovy choroby [6]
- „Spouštěčem velmi často bývá osamělost, úzkost, stárnutí nebo pocit ohrožení. Věci jsou jim náhradou za nedostatečný pocit bezpečí a lásky [7]
- Spouštěčem může být u chlapců puberta – zvýšená tvorba mužského pohlavního hormonu testosteronu (vysoká hladina testosteronu může příznaky zhoršovat)
- Vědci jsou přesvědčeni, že základem této poruchy je úzkost nebo deprese, při níž každá činnost je problémem, jehož řešení je nad síly postiženého.[8]
- Manický charakter, neschopnost organizovat věci a nerozhodnost – tyto příznaky by mohly hovořit o poruchách v prefrontální oblasti mozku
- Problém může být zesilován i poruchou různých vnitřních orgánů (nemoci jater, sleziny, ledvin), dlouhodobými infekcemi (borelióza), zácpou, poruchami metabolismu, stářím aj.
- Přítomnost syndromu nemusí nutně znamenat nízkou inteligenci, tu mají postižení naopak nezřídka vysokou.
- Přítomnost syndromu nemusí nutně znamenat bídu, nebo že člověk pochází z chudých poměrů a sociálně problémového prostředí.
- Extrémní hromadění málo cenných věcí a zvířat v domácnostech je u nás vnímáno především jako problém hygienický, požární ochrany a ochrany zvířat [9]

## Diagnostika
- Základním příznakem je hromadění a následná neschopnost vyhodit cokoliv, co si jednou člověk přinese domů – patologické hromadění odpadků, resp. patologické sběratelství („archivářství“, „křečkování“). Obyčejné „bordelářství" vzniká na základě postupného odkládání používaných věcí a jejich neuklízením. Hromadič zanáší své obydlí a pozemky nepotřebnými věcmi a odpadky pod heslem, že by se to někdy mohlo hodit. Nikdy se však o nahromaděné věci nestará, jen se jimi obklopuje. Vše, včetně majitele, chátrá
- Osamělost
- Negativismus (např. odmítání pomoci, přátelství, komunikace)
- Absence studu (např. i za způsobený nepořádek)
- Patologická nepořádnost
- Patologický nedostatek hygieny či schopnosti pečovat o svůj zevnějšek
- Patologická neschopnost pečovat o svou životosprávu, výživu či léčbu
- Postižený nebere ohledy na své okolí, do určitého momentu ignoruje kritiku
- Dílčí nebo celková sociální izolovanost (sociální stažení a osamělá existence; např. osamělé bydlení, nedostatek přátel, nezaměstnanost), sociální odcizení se
- Neschopnost věci ukládat organizovaně (ne vždy)
- Ukládání věcí postupně brání v užívání jednotlivých funkcí bytu a nakonec i pohybu (ne vždy)
- Podrážděnost až agresivita (zejména při silném nátlaku; ne vždy)
- Syndrom stařecké demence nebo Alzheimerovy choroby (ne vždy)
- Obsedantně-kompulsivní porucha, nutkání
- Katatonie (ne vždy)
- Různé tělesné problémy, zejména z malnutrice (ne vždy)
- Nedostatek ohledu postiženého k přáním druhých, včetně toho, aby problém, nebo jeho důsledky řešil
- V případě nátlaku postižený reaguje neadekvátně a propadá zoufalství

## Přidružené příznaky

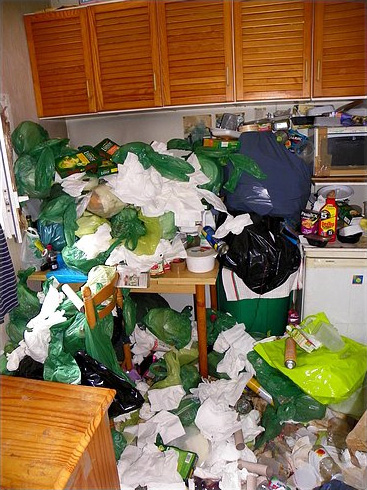
Neorganizované hromadění věcí s hodnotou spolu s bezcenným odpadem.

- Nadměrné nebo nedostatečné sebeprosazování
- Snílkovství, sklon k neplodnému fantazírování
- Příznaky mesiášského komplexu
- Příznaky schizofrenie
- Příznaky paranoie
- Příznaky deprese
- Noční kutilství
- Poruchy spánku (přerušovaný, krátký, nadměrný)
- Lakomství
- Sklon k pečovatelství a mecenášství
- Mánie (např. grafomanie)
- Sexuální úchylky
- Úzkost
- Podezíravost, vztahovačnost
- Oslabená vůle
- Apatie
- Nerozhodnost
- Nervozita, sklon k neurózám

## Léčba
Tato mentální porucha se řeší léky i psychoterapií, pokud možno ve spolupráci s rodinou postiženého. Ústavní léčba často dává neuspokojivé výsledky, avšak lékařská intervence je při léčbě nepostradatelná.[zdroj?]

## Výskyt v kultuře
- Postava Pljuškina z Gogolova satirického románu Mrtvé duše
- Po krk v odpadcích (2010–2014) – americká televizní dokumentární reality show[10]
- Britain's Biggest Hoarders (2012) – britský televizní dokument[11]
- Sběrači (2009) – americká televizní dokumentární reality show[12]